# Lidia Falcón
Lidia Falcón O'Neill (Madrid, 13 de diciembre de 1935) es una política y escritora española. Licenciada en Derecho, Arte Dramático y Periodismo y doctora en Filosofía, se ha destacado por su defensa del feminismo en España, especialmente durante la Transición.
Fue militante del PSUC y sufrió persecución y torturas por sus ideas políticas durante la dictadura franquista. En 1976 creó el Colectivo Feminista de Barcelona, la revista Vindicación feminista y la editorial Ediciones de feminismo. En 1977 fundó la Organización Feminista Revolucionaria, a partir de la cual se creó el Partido Feminista de España. Desde 1979 dirige la revista Poder y libertad.

## Biografía
Lidia Falcón O'Neill nació el 13 de diciembre de 1935 en Madrid. Hija del peruano César Falcón y la española Enriqueta O'Neill, ambos entre otras profesiones escritores y periodistas. Sus padres se conocieron cuando su madre trabajaba como actriz en el teatro de su padre, que estaba casado con Irene Falcón, por lo que su madre la crio sola. Su abuela materna Regina de Lamo, había sido música, intelectual, activista civil y escritora. Su tía materna Carlota O'Neill, quedó viuda en 1936, tras el asesinato de su marido Virgilio Leret, militar e ingeniero, siendo detenido y encarcelada, y perdiendo la custodia de sus hijas, María Gabriela y Carlota.
Su madre se instaló en Barcelona, donde durante la dictadura logró un trabajó como censora, que compaginaba con trabajos como periodista y traductora de inglés y francés. Gracias a la relación que su madre mantenía con el carlista y secretario provincial de prensa —encargado máximo de la censura en Barcelona— José Bernabé Oliva, que sería padrino de Lidia Falcón, su tía, al salir de la cárcel tras varios años, recuperó la custodia de sus hijas y logró plaza para ellas en un colegio regentado por las Misioneras de Cristo Rey. Su tía vivió en el domicilio familiar, junto a su madre y su abuela. Para colaborar en la economía familiar, publicaron las tres bajo seudónimos, su madre como Regina Flavio, su tía como Laura de Noves, y su abuela como Nora Avante. Ese ambiente literario en su casa, influyó en que a la temprana edad de doce años escribiese su primera obra de teatro. Su abuela falleció en 1947 y su tía decidió abandonar España cuando sus hijas crecieron, primero trasladándose a Venezuela y luego a México.
Al quedarse embarazada de su novio, Alfredo Borrás, se casó a los 17 años, separándose a los 21 años con dos hijos a su cargo, Regina y Carlos Enrique.
Cuando Falcón fue encarcelada por sus reivindicaciones políticas, su madre se suicidó. Fue el 17 de noviembre de 1972 en Barcelona.
Fue fundadora de las revistas feministas Vindicación Feminista y Poder y Libertad.
Se doctoró en Filosofía por la Universidad Autónoma de Madrid (UAM) con la lectura el 11 de octubre de 1991 de Mujer y poder político, una tesis dirigida por Carlos París.

## Ideología y posiciones
Falcón fue una pionera del feminismo en España durante los últimos años de la dictadura franquista y la Transición desde un punto de vista marxista. Abandonó el PSUC (Partido Socialista Unificado de Catalunya) en 1966 por sus discrepancias con el líder del Partido Comunista de España, Santiago Carrillo, respecto al giro al eurocomunismo y a la política de "reconciliación nacional" propuesta por el partido. En ese momento, pasó a formar parte de la Asociación de Amigos de Naciones Unidas (fundada en Barcelona el año 1962 con el objetivo principal de defender los derechos humanos y de denunciar las prácticas del régimen), y se convirtió en la presidenta de la Sección de Derechos de la Mujer y tesorera.
El Partido Feminista de España define su pensamiento como feminismo marxista y utiliza la categoría de mujer como otra clase social. Como fundadora del Partido Feminista de España y de la Confederación de Organizaciones Feministas del Estado Español (COFEM), ha participado en el Tribunal Internacional de Crímenes contra la Mujer de Bruselas, en el Lobby Europeo de Mujeres en Londres, en el Congreso Sisterhood is Global de Nueva York, en todas las Ferias Internacionales del Libro Feminista y en los Foros Internacionales de la Mujer de Nairobi y de Beijín. Elaboró con otras organizaciones feministas más los proyectos de Ley de Divorcio, de Aborto y de Violencia contra la Mujer.

## Controversias

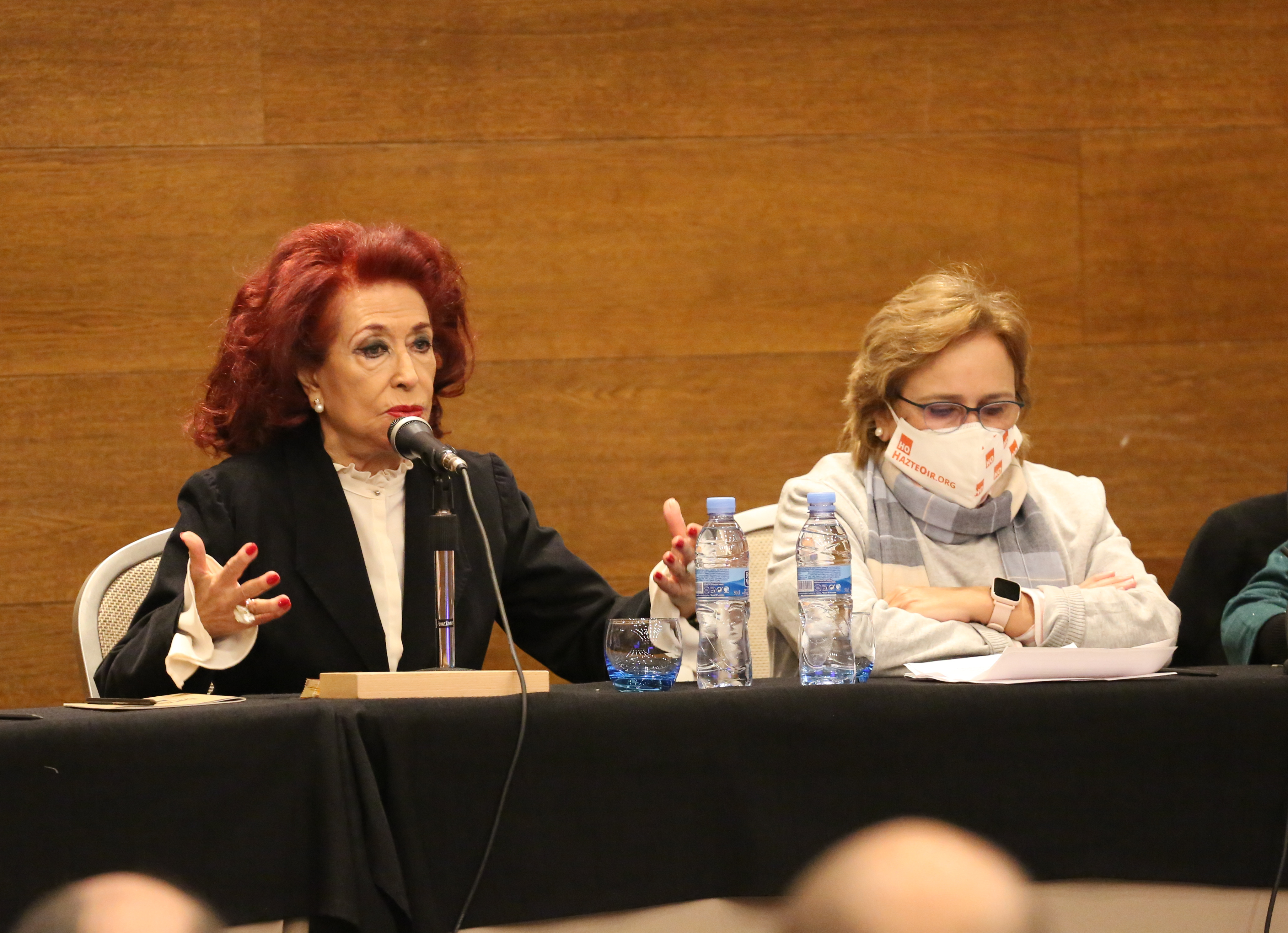
Falcón junto a Teresa García-Noblejas, portavoz de Hazte Oír, en una mesa de debate en contra de la Ley Trans el 22 de marzo de 2021.

En diciembre de 2019, el Partido Feminista liderado por Falcón emitió un comunicado relativo a las leyes trans y LGTB en España, que organizaciones como Lambda o Izquierda Unida calificaron de ataque a las personas trans y discurso de odio, y que en última instancia llevó a la expulsión del partido de la coalición de izquierdas. Falcón fue también denunciada en dos ocasiones ante la Fiscalía de Delitos de Odio y Discriminación, tras declaraciones contra las personas trans y homosexuales en las que llegó a vincularlas con la pedofilia. Finalmente, fue absuelta al considerar la Fiscalía que las afirmaciones entraban en el marco de la libertad de expresión.
Falcón ha continuado desde entonces pronunciándose contra la autodeterminación de género y el movimiento LGTB, y ha sido citada habitualmente como una de las caras visibles del feminismo transexcluyente en España, en un momento de cierta notoriedad mediática y en redes sociales del mismo.

## Obra

### Teatro
- Crea fama y échate a dormir, 1947
- En el futuro, 1957.
- Un poco de nieve blanca, 1958.
- Los que siempre ganan, 1970.
- Con el siglo. Estrenada en Barcelona y en Atenas en 1982.
- Las mujeres caminaron con el fuego del siglo. Barcelona, 1982.
- Parid, parid malditas, 1983. Representada en Barcelona en 1986 y 1987.
- Siempre deseé el amor, 1983.
- La hora más oscura, 1987.
- Tres idiotas españolas, Madrid, 1987; Gijón, 1988; Valencia y Bilbao, 1990. Traducida al inglés por S. Cuevas y representada en Australia como Voices of Women, 1995.
- Tu único amor, 1990.
- Emma, 1992.
- Teatro. Cinco obras. Madrid: Vindicación Feminista, 1994.
- Ellas y sus sombras, 1995.
- La hora más oscura; Emma; Atardeceres. Madrid: Vindicación Feminista, 2002.
- ¡Vamos a por todas! Madrid: Asociación de Autores de Teatro, 2002.

### Ensayo
- Sustituciones y fidecomisos. Barcelona: Nereo, 1962.
- Historia del trabajo. Barcelona: Plaza & Janés, 1963.
- Los derechos civiles de la mujer. Barcelona: Nereo, 1963.
- Los derechos laborales de la mujer. Montecorvo, 1964.
- Mujer y sociedad. Barcelona: Fontanella, 1969; Madrid: Vindicación Feminista, 1996.
- La razón feminista. Tomo I. Barcelona: Fontanella, 1981.
- La razón feminista. Tomo II. Barcelona: Fontanella, 1982.
- Violencia contra la mujer. Madrid: Vindicación Feminista, 1991.
- Mujer y poder político. Madrid: Vindicación Feminista, 1992. 2.ª ed. Madrid: Kira Edit, 2000.
- La razón feminista. Edición resumida. Madrid: Vindicación Feminista, 1994.
- Trabajadores del mundo ¡Rendíos! Madrid: Akal, 1996.
- Amor, sexo y aventura en las mujeres del Quijote. Madrid: Vindicación Feminista, 1997.
- Los nuevos mitos del feminismo. Madrid: Vindicación Feminista, 2001.
- La violencia que no cesa. Recopilación de artículos. Madrid: Vindicación Feminista, 2003.
- Las nuevas españolas. Madrid: La esfera de los libros, 2004.
- La filosofía del engaño. Barcelona: El Viejo Topo, 2021.

### Narrativa
- Cartas a una idiota española. Barcelona: Dirosa, 1974; Madrid: Vindicación Feminista, 1989.
- Es largo esperar callado. Barcelona: Pomaire, 1975. Madrid: Vindicación Feminista / Hacer, 1984.
- El juego de la piel. Barcelona: Argos Vergara, 1983.
- Rupturas. Barcelona: Fontanella, 1985.
- Camino sin retorno. Barcelona: Antrophos, 1992.
- Postmodernos. Madrid: Libertarias-Prodhufi, 1993.
- Clara. Madrid: Vindicación Feminista, 1993.
- Asesinando el pasado. Madrid: Kira Edit & Vindicación Feminista, 1997.
- Al fin estaba sola. Barcelona: Editorial Montesinos, 2007.
- Una mujer de nuestro tiempo. Barcelona: Editorial Montesinos, 2009.

### Crónica
- En el infierno. Ser mujer en las cárceles de España. Barcelona: Ediciones de Feminismo, 1977.
- Viernes 13 en la calle del Correo. Barcelona: Planeta, 1981.
- El varón español en búsqueda de su identidad. Barcelona: Plaza & Janés, 1984.
- El alboroto español. Barcelona: Fontanella, 1984.

### Biografías
- Los hijos de los vencidos. Barcelona: Pomaire, 1978; Madrid: Vindicación Feminista, 1989.
- Lidia Falcón. Memorias políticas (1959-1999). Barcelona: Planeta, 1999; Madrid: Vindicación Feminista, 2002.
- La vida arrebatada. Barcelona: Anagrama, 2003.